# Алиша Леман
Алиша Дебора Леман (на английски: Alisha Debora Lehmann) е швейцарска професионална футболистка, която играе като нападател за италианския клуб „Ювентус“ и националния отбор на Швейцария. Преди това играе за женските футболни отбори на BSC YB Frauen, „Уест Хем Юнайтед“ и „Евертън“ (под наем).

## Кариера
Леман започваа професионалната си клубна кариера в швейцарския клуб BSC YB Frauen, с който отбелязва 25 гола в 52 мача в лигата по време на своя престой. През 2018 г. подписва с „Уест Хем Юнайтед“, който наскоро е достигнал професионален статут в Суперлигата на ФА за жени. Мениджърът на отбора забелязва Леман на шампионата на УЕФА за жени под 19 г. през 2018 г., на който Швейцария е домакин. През април 2019 г. „Уест Хем“ удължава договора на Леман, след като тя отбелязва девет гола в 30 мача и допринася за това клубът да достигне до финал, като вкарва изравнителния гол в полуфиналния мач срещу „Рединг“.
На 27 януари 2021 г. е обявено, че Леман е преминала в Евертън под наем до края на сезона.
През сезон 2021/22 Леман се присъединява към „Астън Вила“. През юли 2022 г. тя преподписва с  „Астън Вила“ за още една година, след като прави 23 изяви и отбелязва четири гола през първия си сезон в клуба.

## Международна кариера
Леман печели първия си мач за националния отбор на Швейцария през октомври 2017 г. Тя вкарва първия си международен гол на 2 март 2018 г. срещу Финландия.
Леман не е на разположение за националния отбор на Швейцария на Европейското първенство по футбол за жени през 2022 г., защото смята, че не е „психически готова“ да участва в турнира.

## Личен живот
Леман е открито бисексуална. Преди това се идентифицира като лесбийка.

## Други дейности
През 2019 г. Леман участва в сериала на BBC Britain's Young Football Boss с тогавашната си приятелка Рамона Бахман, също играч от швейцарския национален отбор.
От 15 юни 2023 г. тя вече има повече от 13.4 милиона последователи в Instagram, което я прави най-следваната футболистка в света.